# Narodni park Murchisonovi slapovi
Narodni park Murchisonovi slapovi je narodni park v Ugandi, ki ga upravlja ugandska Uprava za divje živali. Leži v severozahodni Ugandi in se razprostira od obal Albertovega jezera okoli Belega Nila do slapov Karuma.
Park skupaj s sosednjima 748 km2 velikim rezervatom divjih živali Bugungu in 720 km2 velikim rezervatom divjih živali Karuma tvori ohranitveno območje Murchisonovih slapov (MFCA). V parku in okolici parka Murchinsonovih slapov se od leta 2022 gradi Vzhodnoafriški plinovod, ki vključuje tudi izgradnjo 10 naftnih vrtin, dovodnega cevovoda in rafinerije.

## Lega
Park se razprostira v ugandskih okrožjih Buliisa, Nwoya, Kiryandongo in Masindi. Razdalja od Masindija, najbližjega večjega mesta, do območja Kibande v narodnem parku znaša približno 72 km. To območje je oddaljeno 283 km po cesti severozahodno od Kampale, glavnega in največjega mesta Ugande. Koordinate parka v bližini območja Kibanda so 02°11'15.0"N, 31°46'53.0"E.

## Zgodovina
Prva Evropejca, ki sta obiskala Murchinsonove slapove, sta bila leta 1862 raziskovalca John Speke in James Grant. Temeljiteje sta ga raziskala Samuel in Florence Baker v letih 1863–1864. Baker je slapove poimenoval Murchison Falls po geologu Rodericku Murchisonu, takratnem predsedniku Kraljeve geografske družbe.
Med letoma 1907 in 1912 so bili prebivalci območja, velikega okoli 13.000 km2, evakuirani zaradi spalne bolezni, ki jo je širila muha cece. Leta 1910 je bil južno od reke Nil ustanovljen rezervat za divje živali Bunyoro. To območje približno ustreza delu Narodnega parka Murchinsonovi slapovi, ki je v okrožjih Buliisa, Masindi in Kiryandongo. Leta 1928 so bile meje razširjene severno od reke v sodobno okrožje Nwoya.
Leta 1952 je britanska administracija sprejela Zakon o nacionalnih parkih Ugande. Zgoraj opisano območje je postalo Narodni park Murchisonovi slapovi.

## Pregled
Narodni park Murchisonovi slapovi je največji narodni park v Ugandi s površino približno 3893 km2. Park razpolavlja Beli Nil, ki je del Belega Nila, od vzhoda proti zahodu v dolžini približno 115 km.
Park je lokacija Murchisonovih slapov, kjer vode Nila tečejo skozi ozko sotesko, široko le 7 m, preden padejo 43 m. Potem ko se prebije skozi ozek del Vzhodnoafriškega tektonskega jarka in se izlije v Albertovo jezero, ga zapusti na severu. Viktorijin Nil tako na tem mestu predstavlja zahodno mejo narodnega parka.
Park meji na avtocesto Masindi-Gulu. V parku ležijo tudi slapovi Karuma, kjer je bila septembra 2024 izgrajena elektrarna Karuma z močjo 600 MW in je največja elektrarna v Ugandi.
Vzhodnoafriški naftovod, ki se gradi, od leta 2022 vključuje izgradnjo 10 naftnih vrtin, dovodnega cevovoda in rafinerije v in okoli narodnega parka Murchisonovih slapov.

## Divje živali
Od leta 2005 je zavarovano območje obravnavano kot Lion Conservation Unit.
Savanska območja na severu parka so dom tipičnih savanskih vrst, kot so levi, afriški bivoli, sloni, ugandski kobi (vrsta antilope, ki je pogosta v Ugandi) in redka Rothschildova žirafa. Na jugu je večinoma suh gozd. Na zahodu prevladujejo hribovita travišča in papirusna močvirja, vzhodno drevesno savano ločuje od travnatih savan gost gozd.
Leta 2010 je bilo ocenjeno, da v parku živi samo 250 žiraf. Populacija 37 Rothschildovih žiraf je bila v letih 2016 in 2017 prenesena s severne strani reke Nil na južno stran, ko je bila populacija približno 1500 osebkov.
Narodni park Murchisonovi slapovi in sosednji gozdni rezervat Bugondo gostita 76 vrst sesalcev, kot so šimpanzi, in največjo populacijo nilskih krokodilov v Ugandi. Znanih je 450 vrst ptic, med njimi čevljekljun, afriški pritlikavi vodomec (Ispidina lecontei), orjaška čaplja, belonogi kljunorog (Bycanistes albotibialis) in veliki modri turako (Corythaeola cristata).
Na jugovzhodu parka leži gozd Budongo (Bodongo Forest Reserve), kjer živijo značilni prebivalci deževnega gozda, predvsem pa več populacij šimpanzov.